# Малі Бутирки
Малі Бути́рки (рос. Малые Бутырки) — село у складі Мамонтовського району Алтайського краю, Росія. Входить до складу Мамонтовської сільської ради.

## Населення
Населення — 933 особи (2010; 963 у 2002).
Національний склад (станом на 2002 рік):
- росіяни — 76 %